# Seznam osobností vězněných v Terezíně
Toto je seznam věnovaný památce všech významných osobností vězněných v Terezíně.
Seznam nijak nerozlišuje národnost ani faktickou státní příslušnost s vědomím, že v Terezínském ghettu byli v době druhé světové války násilně internovány osoby židovského původu nebo lidé židovské národnosti a v Malé terezínské pevnosti byly ve věznici pražského gestapa vězněni lidé asi 30 různých národností, státní příslušnosti i rozličného náboženského vyznání. Seznam ve své doplňkové části nechce zapomenout také na ty obětavé lidi, kteří těsně po válce pomáhali (zde často s nasazením vlastního života) likvidovat neblahé následky zdejšího válečného utrpení.

## Před druhou světovou válkou
- Gavrilo Princip, srbský politický aktivista a atentátník

## Terezínské ghetto
Velká pevnost Terezín, židovské ghetto (1941–1945) - více než 140000 osob
- Hans Günther Adler, rakouský spisovatel a vědec
- Karel Ančerl, český dirigent
- Sinaj Adler, izraelský rabín
- Jehuda Bacon, izraelský malíř a grafik českého původu
- Arnošt Bass, český pedagog, překladatel a publicista (zahynul v roce 1943 v Osvětimi)
- Karel Berman, český operní pěvec, režisér, skladatel a libretista
- Ruth Bondyová, izraelská novinářka, spisovatelka a překladatelka
- Bedřich Borges, český operní pěvec
- Hana Bořkovcová, česká spisovatelka
- Hana Bradyová, židovská dívka (zahynula 23. října 1944 v Osvětimi)
- Jiří Brady, spoluautor terezínského časopisu Vedem a česko-kanadský aktivista
- Otto Brod, spisovatel
- Stanislav Bukovský, český ministr a činovník Sokola (zahynul 8. října 1942 v Osvětimi)
- Charlotta Burešová, česká malířka a ilustrátorka
- Gertruda Sekaninová-Čakrtová, česká politička, právnička a diplomatka
- Luděk Eliáš, český herec
- Kurt Epstein, český voják, sportovec olympionik a vodní pólista
- Richard Feder, židovský rabín a spisovatel
- Karel Fleischmann, výtvarník
- Alfred Flatow, německý gymnasta (zahynul 28. prosince 1942 v Terezíně)
- Viktor Frankl, rakouský lékař, zakladatel logoterapie
- Bedřich Fritta, výtvarník
- Karel Frőhlich, český houslista
- Norbert Frýd, český spisovatel a diplomat
- Fedor Gál, slovenský politolog, sociolog a prognostik (narodil se 20. března 1945 v Terezíně)
- Kurt Gerron, německý herec a režisér (zahynul 15. listopadu 1944 v Osvětimi)
- Petr Ginz, židovský chlapec (zahynul 28. září 1944 v Osvětimi)
- Richard Glazar, český vězeň z vyhlazovacího tábora Treblinka
- František Goldscheider, český novinář a filmový historik
- Hanuš Goldscheider, vůdčí osobnost v československém poválečném golfu
- Dina Gottliebová, výtvarnice
- Hed(d)a Grabová-Kernmayerová, operní pěvkyně
- František Graus, česko-německý historik
- Leo Haas, výtvarník
- Pavel Haas, český hudební skladatel (zahynul 17. října 1944 v Osvětimi)
- Hanuš Hachenburg, židovský básník (zahynul 10. července 1944 v Osvětimi)
- Dagmar Hilarová, česká spisovatelka
- Fredy Hirsch, židovský pedagog a sportovec (zahynul v 8. března 1944 v Osvětimi)
- Hans Hober, divadelník
- Camill Hoffmann, spisovatel
- Zdeněk Jelínek, divadelník
- Jiří Kan, architekt lotyšského původu usazený v Praze
- Dušan Klein, český režisér
- Franz Eugen Klein, dirigent
- Gideon Klein, český pianista (zahynul v lednu 1945 v koncentračním táboře Fürstengrube)
- Ivan Klíma, český spisovatel
- Pavel Kohn, český spisovatel
- Rudolf Kohn, český fotograf (zahynul v roce 1942 v Osvětimi)
- Emil Kolben, český inženýr a podnikatel (zahynul 3. července 1943 v Terezíně)
- Arnošt Kraus, český germanista, kritik a překladatel (zahynul 16. dubna 1943 v Terezíně)
- František R. Kraus, český novinář a spisovatel
- Hans Krása, hudební skladatel
- Petr Kien, výtvarník
- Egon Lánský, český politik
- Egon Ledeč, hudební skladatel
- Vítězslav Lederer, židovský vězeň, který později uprchl z Osvětimi
- Emil Ludvík, český skladatel, dirigent a občanský aktivista
- Arnošt Lustig, český spisovatel
- Jaroslav Maria, český dramatik a spisovatel (zahynul 3. listopadu 1942 v Osvětimi)
- Leo Meisl, český architekt (zahynul 18. listopadu 1944 v Terezíně)
- Alena Munková, česká filmová dramaturgyně a scenáristka
- František Mořic Nágl, český malíř (zahynul v říjnu 1944 v Osvětimi)
- Alice Nová, manželka herce Oldřicha Nového
- Zdeněk Ornest, český herec
- Leo Popper, otec spisovatele Oty Pavla, v Terezíně byli i oba starší bratři Jiří a Hugo (z Popperových se stali Pavlovi v roce 1956)
- Georg Alexander Pick, rakouský matematik (zahynul v roce 1942 v Terezíně)
- Jiří Robert Pick, český spisovatel, textař a dramatik
- Karel Poláček, český spisovatel a novinář (zahynul 21. ledna 1945 v Gleiwitz)
- Karel Reiner, český hudební skladatel
- Zuzana Růžičková, česká klavíristka, čembalistka a pedagožka
- Emil Saudek, český překladatel a kulturní organizátor (zahynul v roce 1941)
- Rudolf Saudek, český sochař, grafik a překladatel
- Rafael Schächter, český sbormistr a dirigent
- Gustav Schorsch, divadelník (zahynul v lednu 1945 v koncentračním táboře Fürstengrube)
- Vlasta Schönová, divadelnice
- Ada Schwarzová-Kleinová, operní pěvkyně
- James Simon, německý hudební skladatel
- Alice Herz-Sommerová, klavíristka
- Leo Strauss, divadelník
- Karel Švenk, divadelník
- Karel Taube, dirigent
- Hanuš Thein, český operní pěvec a režisér
- Viktor Ullmann, hudební skladatel, pianista a dirigent (zahynul v roce 1944 v Osvětimi)
- Otto Ungar, výtvarník
- Ilse Weberová, básnířka a spisovatelka knížek pro děti (zahynula 6. října 1944 v Osvětimi)
- Bedřich Weiss, dirigent
- Fritz Weiss, jazzový trumpetista a aranžér (zahynul 4. října 1944 v Osvětimi)
- Helga Hošková-Weissová, česká malířka
- Rudolf Wels, český architekt (zahynul pravděpodobně v roce 1944 v Osvětimi)
- Walter Windholz, operní pěvec
- František Zelenka, český architekt a grafik (zahynul v roce 1944 při transportu z Terezína do Osvětimi)

## Malá pevnost Terezín
Věznice pražského gestapa (1940–1945), asi 32000 vězňů, někteří zemřeli na následky epidemie skvrnitého tyfu v květnu 1945
- Otakar Batlička, český spisovatel, cestovatel a odbojář (zahynul 13. února 1942 v Mauthausenu)
- Josef Šanta, český redaktor, politik, odbojář, přežil věznění v Dachau, po propuštění se zúčastnil povstání na Slovensku a uvězněn byl zde, nakazil se tyfem a byl zavražděn 8. nebo 9. května 1945 - zdroje se v datu rozcházejí
- Karel Josef Beneš, český spisovatel
- Josef Beran, český katolický duchovní, biskup a kardinál
- František Bidlo, český kreslíř a karikaturista (zemřel 9. května 1945 v Praze na následky onemocnění skvrnitým tyfem, kterým se nakazil v Malé pevnosti v Terezíně)
- Josef Bílý, český voják, generál a protinacistický bojovník (popraven 28. září 1941 v Praze)
- František Bláha, český voják a generál, odbojář (zemřel 21. května 1945 v Terezíně na skvrnitý tyfus)
- Heinrich Blum, český architekt (zahynul pravděpodobně v roce 1942 v neznámém koncentračním táboře)
- Karel Brožík, český novinář (zahynul 20. června 1942 v Osvětimi)
- Emil František Burian, český spisovatel, hudebník a divadelník
- Josef Cukr, český katolický duchovní
- Vojtěch Čížek, český pedagog a odbojář
- Robert Desnos, francouzský básník (zemřel 8. června 1945 Terezíně na následky onemocnění skvrnitým tyfem)
- Ivan Dérer, slovenský právník, publicista a československý politik
- Jaroslav Helfert, český šlechtic, moravský muzeolog a vysokoškolský pedagog
- Milada Horáková, česká právnička a politička
- Bohuslav Grabovský, československý voják a odbojář (popraven 28. října 1944 v Terezíně)
- Adolf Kajpr, český katolický duchovní a novinář
- Rudolf Karel, český hudební skladatel (zahynul 6. března 1945 v Terezíně)
- Karel Z. Klíma, český novinář, šéfredaktor Lidových novin (popraven v Terezíně dne 23. srpna 1942)
- František Kocourek, český rozhlasový reportér
- Karel Kosík, český filosof
- Vladimír Krajina, český politik a přírodovědec
- Jaroslav Kratochvíl, český spisovatel (zahynul 20. března 1945 v Terezíně)
- František Kravák, český generál
- Ludvík Krejčí, český voják, generál, velitel Československé armády v roce 1938
- Kamil Krofta, český ministr, historik a diplomat (zemřel na následky věznění 16. srpna 1945 v Praze)
- Erich Kulka, izraelský spisovatel, historik a novinář českého původu
- Vítězslav Kyšer, český podnikatel a protinacistický bojovník (popraven 16. června 1943 v Plötzensee)
- Alois Laub, voják a odbojář (popraven 19. února 1945 Brandenburgu)
- Karel Nejedlý, český protinacistický bojovník (zahynul 19. února 1945 v Terezíně)
- Alfréd Meissner, český právník a politik
- František Melichar, český generál
- Miloš Nedvěd, český lékař a politik
- Milada Pixová, česká politička
- Josef Pešout, partyzánský pomocník skup. poručíka Pavlova na Humpolecku (por. Karel Pulec)
- Františka Plamínková, česká politička (popravena dne 30. června 1942 v Praze)
- Zdeněk Pluhař, český spisovatel
- Jaroslav Popelka, český kněz a misionář
- František Pospíšil, český voják, výsadkář (popraven 28. října 1944 v Terezíně)
- Ladislav Sirový, český katolický duchovní
- Václav Sinkule, český politik
- Jan Johann Skála-Rosenbaum, český lékař, Sokol, odbojář (zahynul 9. 11. 1944 Osvětim)
- Viktor Spěváček, český generál
- Stanislav Srazil, československý voják a příslušník výsadku Antimony (popraven 20. dubna 1944 v Terezíně)
- Vilém Sýkora, chrudimský advokát, mecenáš, starosta Chrudimi v letech 1923-1927 a funkcionář Sokola
- Jiří Syllaba, český lékař
- František Štverák, český katolický duchovní
- Karel Štipl, český sochař a pedagog
- Věra Tichánková, česká herečka
- Paul Thümmel, nacistický špión pracující proti Třetí říši (popraven 20. dubna 1945)
- Štěpán Trochta, český katolický duchovní, biskup a kardinál
- Alois Tylínek, český katolický duchovní, lidovecký politik
- Eduard Urx, český politik (zahynul 20. dubna 1942 v koncentračním táboře v Mauthausenu)
- Jaroslav Vacek, český voják, vězeňský dozorce, vlastenec a protinacistický bojovník (popraven 23. srpna 1944 v Drážďanech)
- Václav Valeš, politik a ekonom
- Karel Valter, český malíř, grafik a pedagog
- Josef Větrovec, český herec
- Hugo Vojta, český generál (popraven 28. září 1941 v Praze)
- Otakar Wünsch, český novinář
- Marie Zápotocká, česká politička (manželka Antonína Zápotockého)
- Antonín Zgarbík, český katolický duchovní a jezuita
- Josef Etrych, vedl partyzánskou skupinu na severu Čech
- Karel Karas, český protinacistický bojovník z východních Čech
- Josef Sušánek, český dobrovolný hasič, účastník protinacistického odboje (zemřel v březnu 1945 na následky krutého výslechu)

## Nezařazeno
- Pavel Altschul, český novinář a fotograf (zahynul v roce 1944 v Terezíně)
- Ludwig Czech, český politik (zahynul 20. srpna 1942 v Terezíně)

## Osoby pomáhající likvidovat válečná utrpení
Obětaví lidé, kteří těsně po válce pomáhali (zde často s nasazením vlastního života) likvidovat neblahé následky zdejšího válečného utrpení
- Nataša Gollová, česká herečka
- Achille Gregor, český spisovatel, scenárista a humorista
- František Patočka, český lékař
- Helena Rašková, česká lékařka
- Karel Raška, český lékař
- Jiří Syllaba, český lékař